# Ле-Ме (Альпы Верхнего Прованса)
Ле-Ме (фр. Les Mées, окс. Lei Meas) — коммуна во Франции, находится в регионе Прованс — Альпы — Лазурный Берег. Департамент коммуны — Альпы Верхнего Прованса. Главный город кантона Ле-Ме. Округ коммуны — Динь-ле-Бен.
Код INSEE коммуны — 04116.

## Население
Население коммуны на 2008 год составляло 3591 человек.
| 1962 | 1968 | 1975 | 1982 | 1990 | 1999 | 2008 |
| ---- | ---- | ---- | ---- | ---- | ---- | ---- |
| 2370 | 2063 | 2128 | 2275 | 2601 | 2925 | 3591 |

## Климат
Климат средиземноморский. Лето жаркое и сухое, зимой прохладно, бывают частые заморозки. Иногда дуют мистрали.
| Показатель                      | Янв. | Фев. | Март | Апр. | Май  | Июнь | Июль | Авг. | Сен. | Окт. | Нояб. | Дек. | Год  |
| ------------------------------- | ---- | ---- | ---- | ---- | ---- | ---- | ---- | ---- | ---- | ---- | ----- | ---- | ---- |
| Средний суточный максимум, °C   | 8,6  | 10,8 | 14,4 | 16,9 | 21,4 | 25,7 | 29,2 | 28,9 | 24,0 | 18,5 | 12,6  | 9,3  | 18,4 |
| Средняя температура, °C         | 4,3  | 5,6  | 8,7  | 11,2 | 15,3 | 19,2 | 22,4 | 22,1 | 18,0 | 13,4 | 8,2   | 5,2  | 12,8 |
| Средний суточный минимум, °C    | −0,0 | 0,5  | 3,0  | 5,4  | 9,1  | 12,7 | 15,4 | 15,3 | 12,0 | 8,2  | 3,7   | 1,1  | 7,2  |
| Норма осадков, мм               | 26,9 | 24,3 | 23,8 | 44   | 40   | 27,9 | 20,9 | 32,7 | 45,9 | 53,5 | 52,4  | 30,7 | 423  |
| Источник: Relevé météo des Mées |      |      |      |      |      |      |      |      |      |      |       |      |      |

## Экономика
В 2007 году среди 2161 человека в трудоспособном возрасте (15—64 лет) 1533 были экономически активными, 628 — неактивными (показатель активности — 70,9 %, в 1999 году было 68,5 %). Из 1533 активных работали 1323 человека (716 мужчин и 607 женщин), безработных было 210 (96 мужчин и 114 женщин). Среди 628 неактивных 172 человека были учениками или студентами, 187 — пенсионерами, 269 были неактивными по другим причинам.

## Достопримечательности
- Первый висячий мост через реку Дюранс, построен в 1841—1843 годах
- Руины часовни Нотр-Дам-де-Шамплан
- Часовня Сен-Пьер (XVII век)
- Часовня Сен-Рош
- Часовня Сен-Мишель
- Романская часовня Сент-Онора (XIII век), исторический памятник
- Приходская церковь Нотр-Дам-де-л’Оливье, снесена в 1562 году, восстановлена в 1593 году, исторический памятник

## Фотогалерея

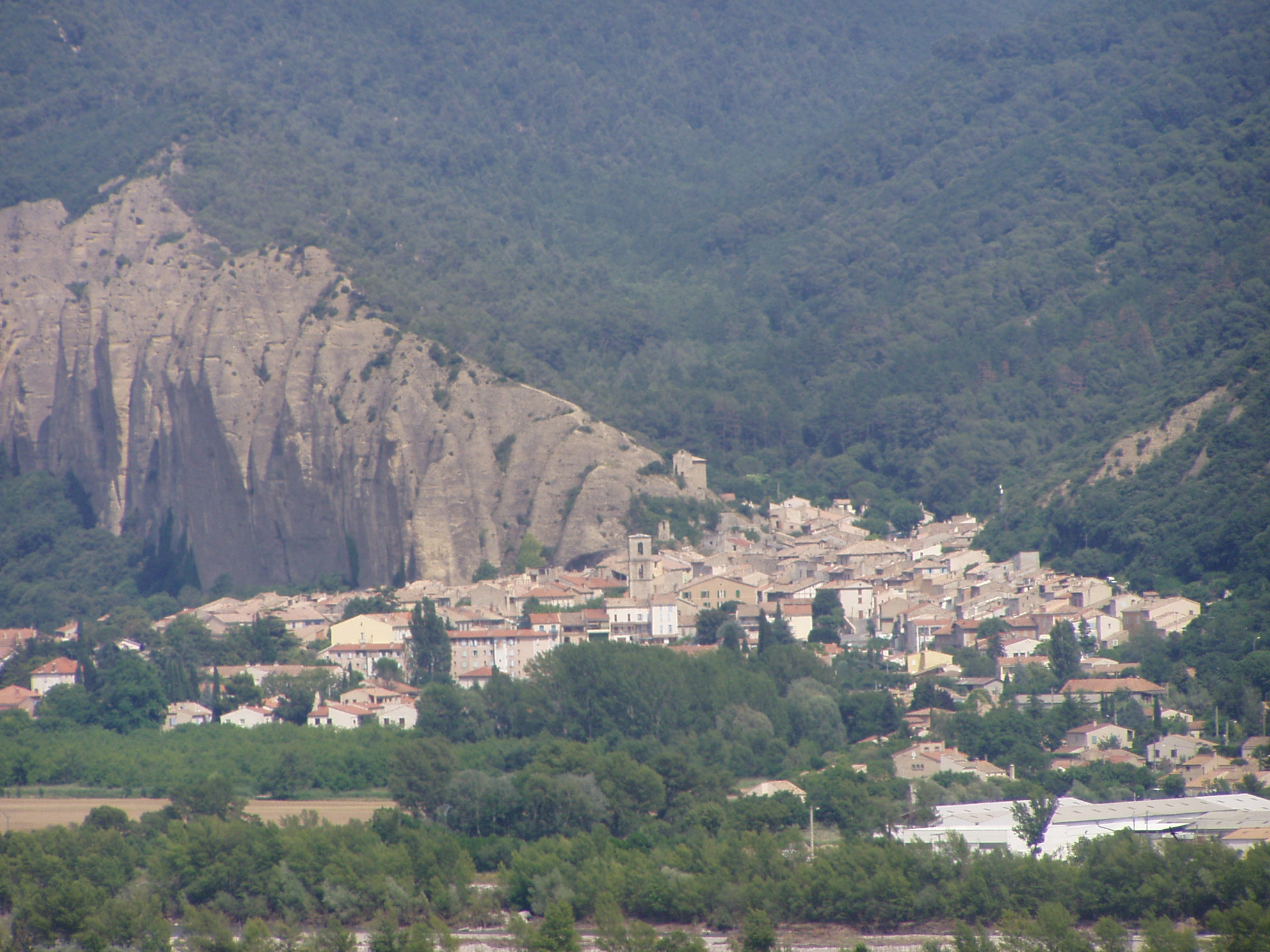
Ле-Ме
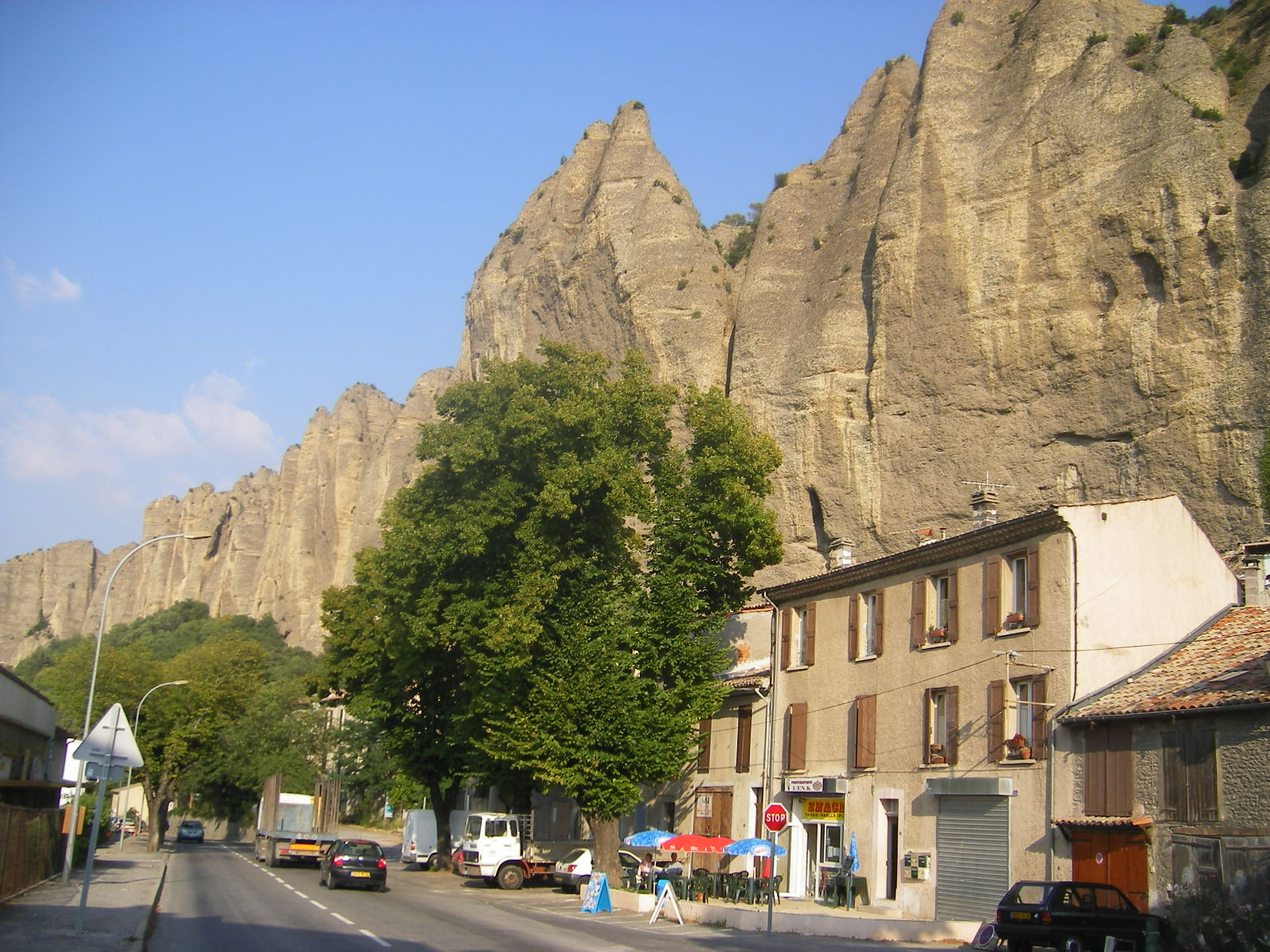
Ле-Ме
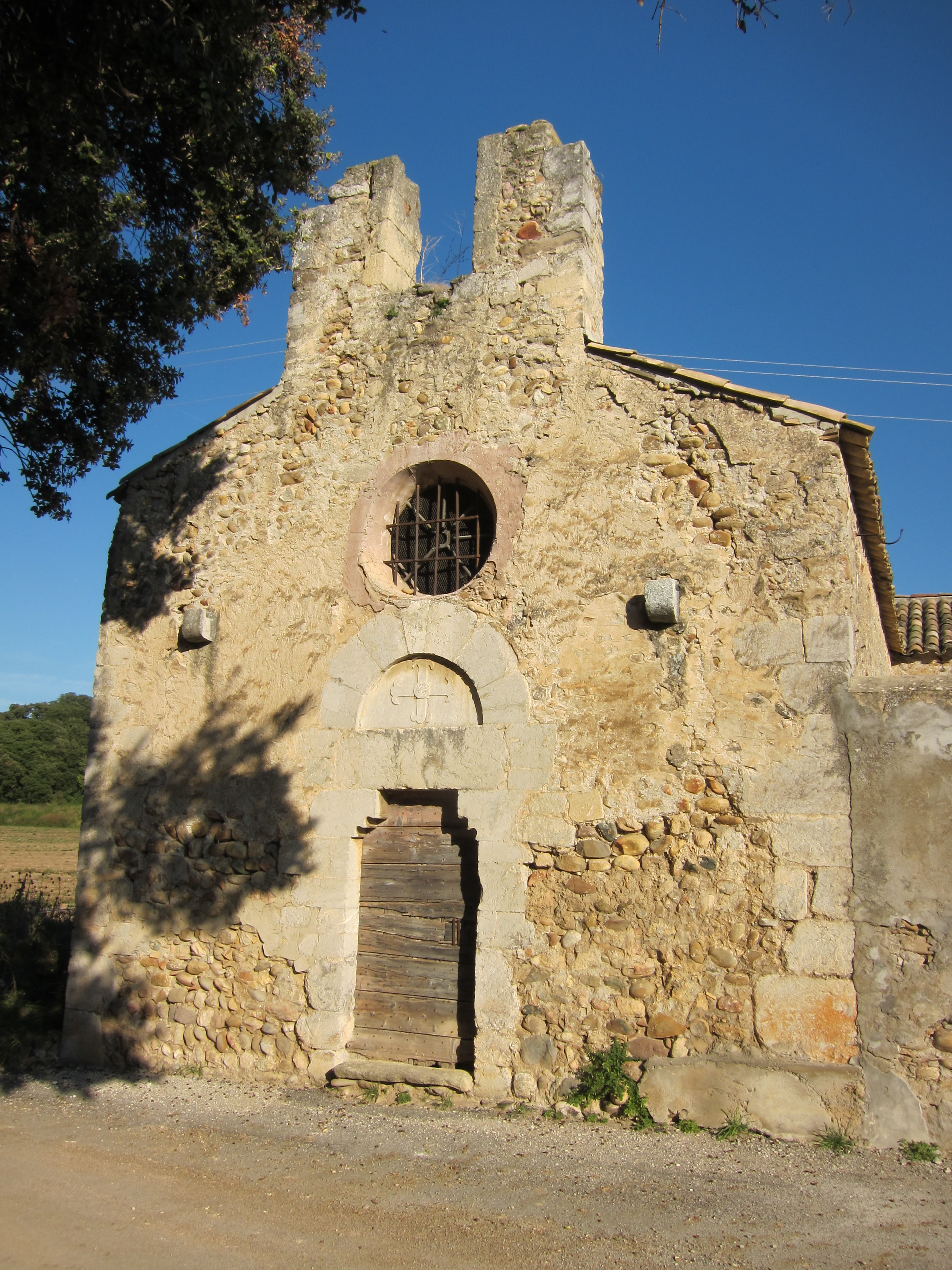
Часовня Сент-Онора
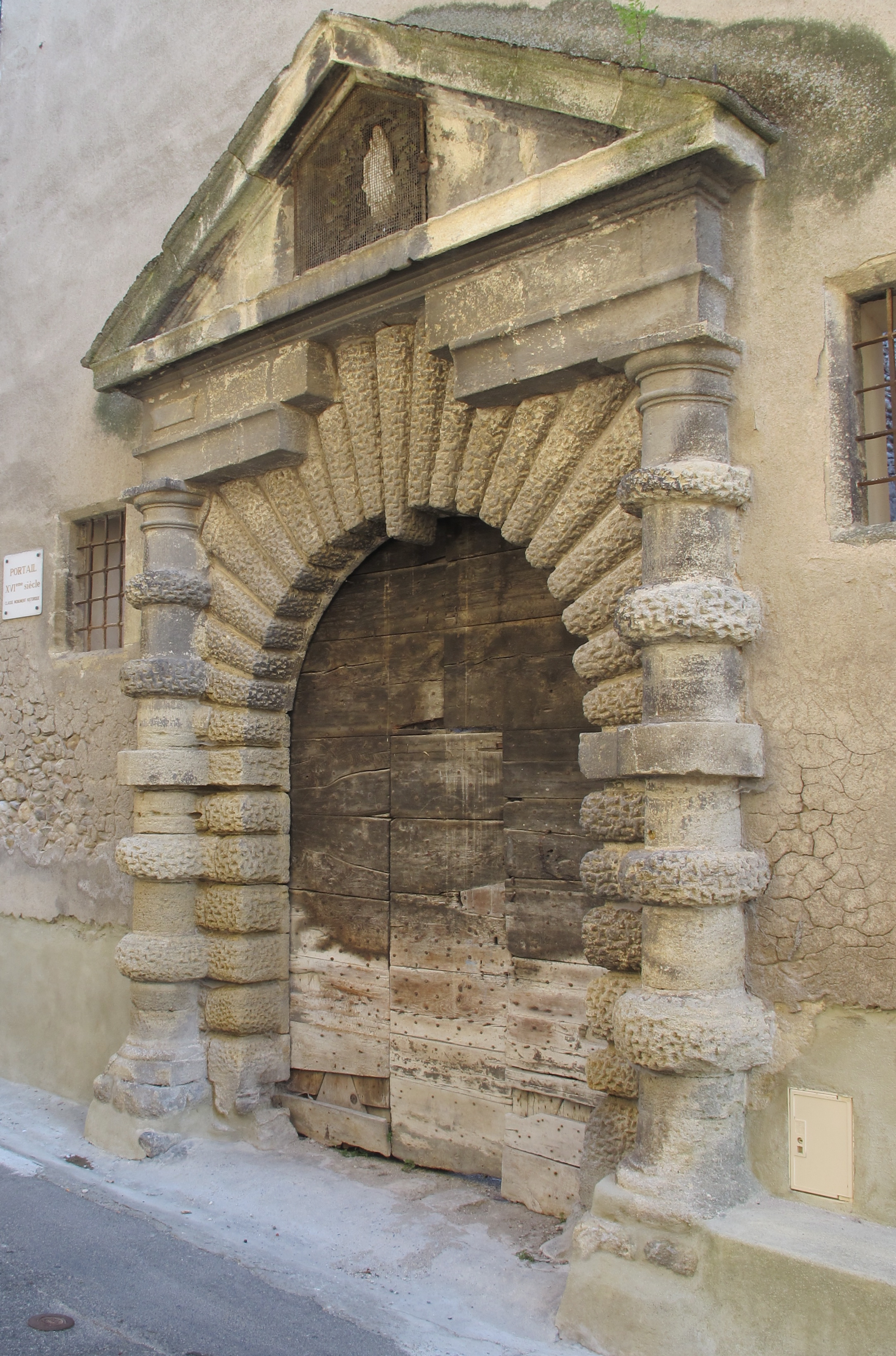
Ворота Сен-Феликс